# Lisa De Leeuw
Lisa De Leeuw, egentligt namn Lisa Trego, född 3 juli 1958, död 11 november 1993, amerikansk porrskådespelerska.
Lisa kom in i porrfilmen genom sin dåvarande pojkvän som drev en porrbiograf. Hon är mest känd för sina analscener och sina scener med dubbelpenetrationer.
Lisa började sin karriär i slutet av 70-talet och hon medverkade i över 100 filmer fram till 1989 då hon slutade sin karriär. Hennes karriär hade varit dalande sedan 1985 då fler inom porrfilmsbranschen, och även den vanliga filmbranschen, tog avstånd från folk som använde tunga droger.
Lisa dog i AIDS och är den enda kända porrfilmskådespelerskan som har dött i den sjukdomen.[källa behövs] Hon anses ha blivit smittad genom orena sprutor då hon var inne i tungt drogmissbruk.